# Омонди, Филлип
Филлип Омонди (англ. Phillip Omondi, 1957, Тороро, Уганда — 21 апреля 1999, Кампала, Уганда) — угандийский футболист, нападающий, тренер. Серебряный призёр Кубка африканских наций 1978 года.

## Биография
Филлип Омонди родился в 1957 году в угандийском городе Тороро в кенийской семье.
В детстве занимался боксом, но разочаровался в нём после спорного решения судьи на одном из турниров. Впоследствии анимался футболом в клубах «Нагуру» и «Фиат».
Играл на позиции нападающего. В 1973—1979 годах выступал за «Кампала Сити Коунсил». В его составе дважды выиграл чемпионат Уганды (1976—1977) и Кубок страны (1979).
В 1979 году перебрался в ОАЭ, где играл за «Шарджу». Трижды выигрывал Кубок страны (1980, 1982—1983).
В 1983—1987 годах вновь играл за «Кампала Сити Коунсил», ещё дважды выиграв чемпионат (1983, 1985) и Кубок Уганды (1984, 1987).
С 1973 года выступал за сборную Уганды. Играл за неё на Кубке африканских наций в 1974, 1976 и 1978 годах. В розыгрыше 1978 года завоевал серебряную медаль и, забив 3 мяча, стал лучшим снайпером турнира вместе с Опоку Африйе из Ганы и Сегуном Одегбами из Нигерии. В 1973 и 1977 годах завоевал золотые медали Кубка КЕСАФА.
10 апреля 1976 года получил тяжёлую травму — разрыв поджелудочной железы — после игрового столкновения с вратарём, был трижды прооперирован, дважды был в состоянии клинической смерти. 22 июня 1977 года Омонди вернулся на поле, хотя многие врачи исключали, что он снова будет играть в футбол.
После окончания игровой карьеры работал тренером. В 1987 году прошёл тренерские курсы в ФРГ. Возглавлял «Бэнк оф Уганда» и «Кампала Сити Коунсил». В 1992 году оставил тренерскую работу.
Страдал от пристрастия к алкоголю, просиживая в барах до раннего утра. 20 апреля 1999 года был госпитализирован в Кампале в крупнейшую в стране больницу «Мулаго», где у него нашли туберкулёз. Умер ранним утром 21 апреля. Похоронен в деревне Майле.

## Достижения

### В качестве игрока
Кампала Сити Коунсил
- Чемпион Уганды (4): 1976, 1977, 1983, 1985.
- Обладатель Кубка Уганды (3): 1979, 1984, 1987.

 Шарджа
- Обладатель Кубка ОАЭ (3): 1980, 1982, 1983.

 Сборная Уганды
- Серебряный призёр Кубка африканских наций (1): 1978.
- Лучший снайпер Кубка африканских наций (1): 1978.
- Обладатель Кубка КЕСАФА (2): 1973, 1977.